# Warren Zevon
Warren William Zevon (Chicago, Illinois, 24 de enero de 1947-Los Ángeles, California, 7 de septiembre de 2003) fue un cantautor estadounidense de ascendencia judía. Su particular punto de vista sobre la vida le hizo dar a sus canciones un tono oscuro y sórdido que a menudo complementaba con la ironía que siempre le caracterizó.

## Biografía
Tuvo una vida llena de altibajos, con constantes problemas en su vida personal (divorcios, alcoholismo, intentos de suicidio...) que se complementaban con un gran reconocimiento entre sus compañeros de profesión entre los que destacaban Bob Dylan, Jackson Browne, Neil Young o R.E.M.
Probablemente, su tema más conocido para el gran público sea Werewolves of London de su disco "Excitable Boy"; canción que aparece en la banda sonora de la película El color del dinero de Martin Scorsese, aunque también ha sido versionada por gente como The Flamin' Groovies. Más allá de eso compuso temas como Splendid Isolation, Mohammed's Radio o Carmelita, que ha sido versionada por Bruce Springsteen o Counting Crows y ha tenido una gran influencia en Agárrate a mí, María de Los Secretos.
En lo referido a sus discos, su LP más reconocido es Sentimental Hygiene, donde estuvo rodeado de todo un elenco de colaboradores de primer nivel, en el que destacaban Peter Buck, Mike Mills y Bill Berry de R.E.M., Bob Dylan, Neil Young, Mike Campbell del grupo de Tom Petty, Flea de Red Hot Chilli Peppers, o Don Henley de The Eagles entre otros. A pesar de esto, su discografía ha pasado a estar prácticamente descatalogada y tan sólo pueden conseguirse sus discos originales a través de tiendas especializadas o tiendas en línea.
En 2002 se le diagnosticó un cáncer de pulmón con una esperanza de vida de tan sólo tres meses. Finalmente pudo combatir a la enfermedad durante un año, tiempo que le permitió grabar un último disco, The Wind, que se publicó una semana antes de su muerte, donde colaboró Billy Bob Thornton con una versión de la conocida canción de Bob Dylan Knockin' on Heaven's Door y en la que Zevon hacía unos escalofriantes coros Open up, open up for me.
Su enfermedad también le sirvió para ganarse un poco de esa popularidad que su estilo de vida siempre le había negado, llegando a ser el primer artista al que el Late at Night with David Letterman de la CBS le dedicó un programa completo, el 30 de octubre de 2002.

## Citas
- "Supongo que ahora voy a disfrutar de cada sándwich que me coma" (en el programa de David Letterman respondiendo a la pregunta ¿qué vas a hacer ahora que sabes que tienes cáncer?, 30 de octubre de 2002).

- "Perdone, tengo un cáncer terminal, ¿podría hacer que la cola fuese un poco más rápida?" (a la cajera de un supermercado).

- "Sigo sin entenderte. ¿Me puedes repetir la pregunta? No pienses que no estoy interesado en lo que me estás diciendo, es sólo que quiero darte la oportunidad de que lo formules mejor" (a un periodista)

- "Yo deseaba que 'Mutineer' fuera interpretado como un gesto de aprecio hacia mis fans, ninguno de los cuales, por cierto, compró el disco".

- "Chicos, vamos muy lentos, así no acabaremos a tiempo. Por si acaso, ¿sabéis si todavía se publican EP?" (durante la grabación de su último disco).

## Discografía
- Wanted Dead or Alive - 1969
- Warren Zevon - 1976
- Excitable Boy - 1978
- Bad Luck Streak in Dancing School - 1980
- Stand in the Fire - 1981
- The Envoy - 1982
- A Quiet Normal Life: The Best of Warren Zevon - 1986
- Sentimental Hygiene - 1987
- Transverse City - 1989
- Hindu Love Gods - 1990
- Mr. Bad Example - 1991
- Learning to Flinch - 1993
- Mutineer - 1995
- I'll Sleep When I'm Dead (An Anthology) - 1996
- Life'll Kill Ya - 2000
- My Ride's Here - 2002
- Genius: The Best of Warren Zevon - 2002
- The Wind - 2003